# Noordpoolcirkel

De gestippelde blauwe lijn geeft de Noordpoolcirkel aan

De noordpoolcirkel is de parallel op ongeveer 66° 33' noorderbreedte. Doordat de axiale variatie van de aarde niet constant is, varieert de uiterste plaats waar de zon een dag per jaar niet ondergaat volgens de Milanković-parameters met een periode van 41.000 jaar tussen de 65,5 en 68°. Het laatste minimum was 10.700 jaar geleden op 65,6° en het volgende maximum ligt over 9800 jaar op 67,4°.
Deze poolcirkel loopt voor grote delen over land, in tegenstelling tot de zuidpoolcirkel. In Europa loopt hij over het noordelijkste puntje van IJsland en verder over Noorwegen, Zweden, Finland en dan in Rusland door Kola en Siberië. Op het Noord-Amerikaanse continent loopt de cirkel over Alaska (Verenigde Staten), Canada en Groenland.
De stad Rovaniemi, de officieuze hoofdstad van Lapland, ligt vrijwel op deze breedtegraad.
Ten noorden van deze cirkel ligt het gebied waar de zon gedurende een aantal nachten rond 21 juni niet onder gaat, de zg. middernachtzon. Hoe noordelijker men komt hoe meer nachten het betreft. Overigens kan men iets ten zuiden van de noordpoolcirkel dit verschijnsel ook beleven op een hoger gelegen punt.
In de winter komt de zon op het noordelijk halfrond in een aantal dagen rond 21 december niet boven de horizon ten noorden van de noordpoolcirkel. En ook hier geldt: hoe noordelijker hoe meer dagen het betreft.

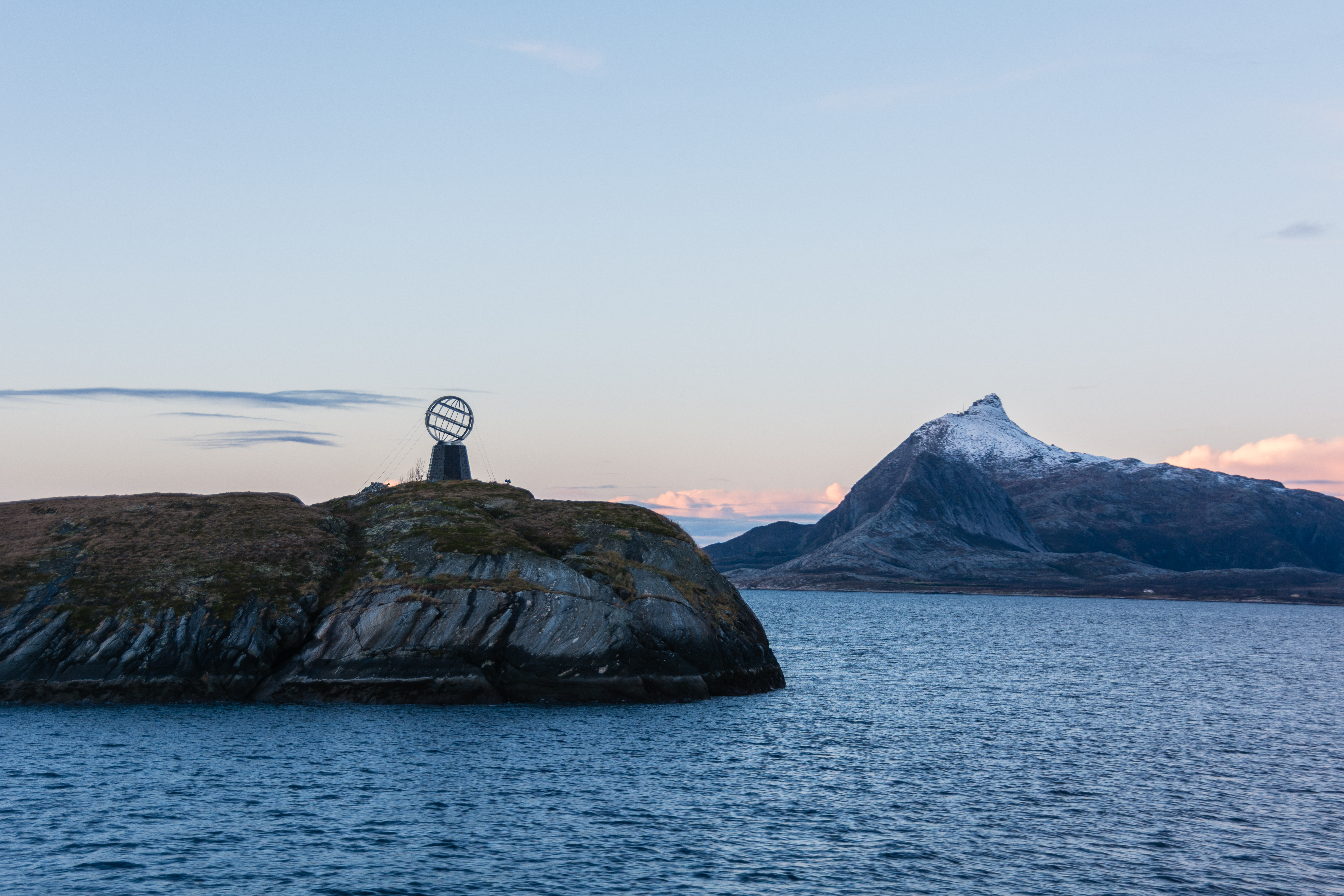
De poolcirkel aan de Noorse kust
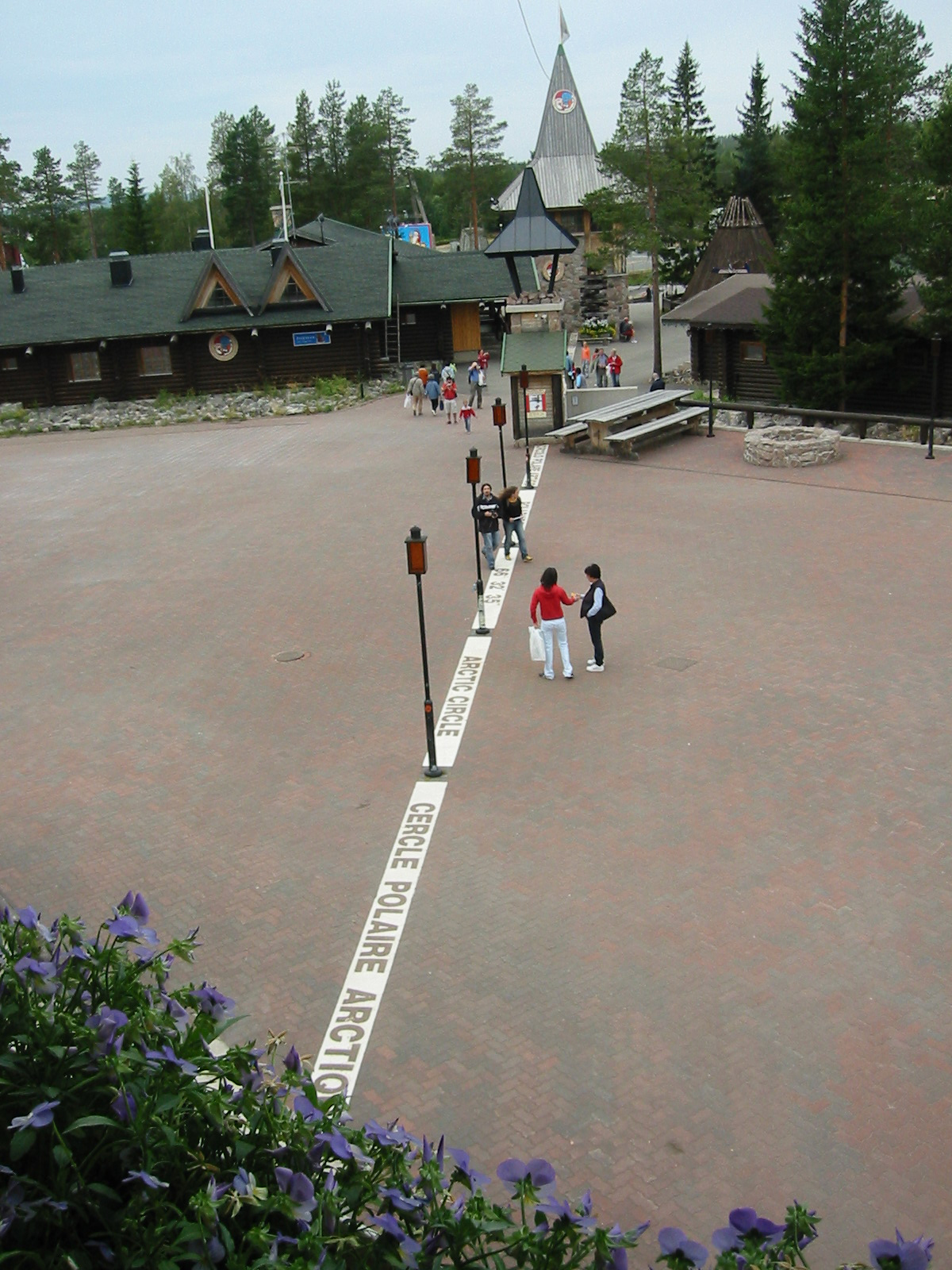
Symbolische markering van de poolcirkel in het attractiepark Dorp van de Kerstman bij Rovaniemi (Finland)
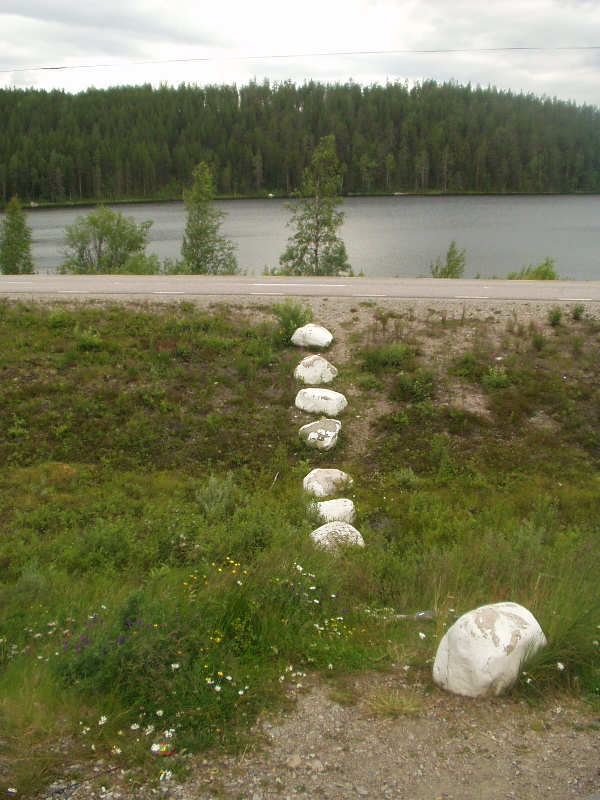
De poolcirkel aangegeven met stenen, even ten zuiden van Jokkmokk (Zweden)

Evenaar · Poolcirkel · Noordpoolcirkel · Zuidpoolcirkel

Keerkring · Kreeftskeerkring · Steenbokskeerkring